# Pokémon Crystal
Pokémon Crystal är ett konsolspel i Pokémonserien. Det är utgivet till konsolen Game Boy Color. Pokémon Crystal är uppföljare till Pokémon Guld och Silver; spelen är väldigt lika. Vissa ändringar har dock gjorts, till exempel har möjligheten att välja kön i början lagts till.

## Skillnader mellan Guld/Silver och Crystal
Till skillnad från Pokémon Guld och Silver är det lättare att fånga den legendariska Pokémon Suicune. I Guld och Silver springer den runt i regionen Johto (tillsammans med de andra legendariska Entei och Raikou), men i Crystal är den möjlig att fånga i Tin Tower på level 40. Suicune är av vatten-typ. En annan skillnad är Battle Tower i Olivine City där spelaren kan träna mot andra tränare, dock utan att vinna pengar eller så kallade experience points. Pokémon kan i Crystal röra på sig; när en Pokémon går in i strid så visas alltså en animaton. Den här funktionen återvänder senare i Pokémon Emerald, Pokémon Diamond och Pokémon Pearl.